# Eoophyla diopsalis
Eoophyla diopsalis is een vlinder uit de familie van de grasmotten (Crambidae), uit de onderfamilie van de Acentropinae. De wetenschappelijke naam van deze soort is voor het eerst gepubliceerd in 1897 door George Francis Hampson.

## Ondersoorten
- Eoophyla diopsalis diopsalis  (Hampson, 1897)
- Eoophyla diopsalis major (Rothschild, 1915) (Papoea)

## Verspreiding
De soort komt voor op het eiland Fergusson, deel uitmakend van de D'Entrecasteaux-eilanden in Papoea-Nieuw-Guinea en in Indonesië (Ambon en Papoea).